# Pantikapej
Pantikapej (grško Παντικάπαιον, Pantikapaion, iz skitskega *Pantikapa, 'ribja pot', rusko Пантикапей, Pantikapej) je bil starogrško mesto na vzhodni obali polotoka Krima, ki so ga Grki imenovali Tavrika. Mesto je ležalo na zahodni obali Kimerskega Bosporja. Ustanovili so ga kolonisti iz Mileta v poznem 7. ali zgodnjem 6. stoletju pr. n. št. na hribu, ki so ga kasneje imenovali Mitridat. Ruševine Pantikapeja so v sodobnem mestu Kerč. 

## Zgodnja zgodovina
V prvih stoletjih obstoja mesta so prevladovali uvoženi grški predmeti: keramika, terakota in kovinski predmeti, verjetno iz delavnic na Rodosu, Korintu, Samosu in v Atenah. Istočasno se je razvijala lokalna proizvodnja, ki se je zgledovala po uvoženih predmetih. V Atenah se je za Pantikapej izdelovala posebna vrsta posode, zdaj znana kot kerška posoda. Lokalni lončarji so posnemali helenistične posode v tako imenovanem gnatskem slogu in izdelovali tudi reliefne izdelke – megarske posode. Mesto je od 5. stoletja pr. n. št.  kovalo svoje  srebrnike in od 4. stoletja zlate in bronaste kovance. Mesto je v svojem največjem obsegu zavzemalo površino sto hektarjev. Predmete, najdene med arheološkimi raziskavani, hranita muzeja Ermitaž v Sankt Peterburgu in muzej v Kerču. Mesto še vedno izkopavajo.

## 5. do 1. stoletje pr. n. št.
V 5.–4. stoletju pr. n. št. je mesto postalo rezidenca najprej grških  Arheanaktidov in nato Spartokidov, dinastije tračanskih kraljev Bosporskega kraljestva. Gospodarsko propadanje mesta  v 4.–3. stoletju pr. n. št. je bilo posledica sarmatskega osvajanja step in vse večje konkurence egipčanskega žita. 

### Mitidat VI. Pontski
Zadnji vladar iz dinastije Spartokidov, Perisad VI., je očitno zapustil svoje kraljestvo Mitridatu VI. Evpatorju, kralju Pontskega kraljestva. Prenos oblasti je uredil Diofant, eden od Mitridatovih generalov, ki je pred tem na Tavriki  pomagal lokalnim grškim mestom v vojni proti Palaku, kralju Male Skitije na Krimu. Diofantova misija ni potekala gladko: Perisada so umorili Savmaskovi Skiti, Diofant pa je pobegnil in se kasneje vrnil z okrepitvami, da bi zadušil upor (okoli 110 pr. n. št.). 
Pol stoletja kasneje si je Mitridat v Pantikapeju vzel življenje, ko ga je v tretji Mitridatovi vojni proti Rimski republiki porazil njegov sin in dedič Farnak II. Pontski. Po porazu so se proti njemu obrnili tudi državljani.